# Recordia
Recordia es un género de plantas con flores de la familia de las verbenáceas. Incluye una sola especie: Recordia boliviana Moldenke (1934). Es nativo de Bolivia.

## Taxonomía
Recordia boliviana fue descrita por Harold Norman Moldenke y publicado en  Phytologia 1: 99, en el año 1934.